# Jonny Hanssen
Pour les articles homonymes, voir Hanssen.
Jonny Hanssen, né le 13 décembre 1972 à Narvik, est un joueur de football norvégien, qui évoluait au poste de milieu de terrain.

## Carrière

### International
Jonny Hanssen compte cinq sélections entre 1998 et 2003 dont trois comme titulaire.

## Palmarès
Vainqueur de la Coupe de Norvège en 1996 avec le Tromsø IL.